# West Point (Kentucky)
West Point és una població dels Estats Units a l'estat de Kentucky. Segons el cens del 2000 tenia 1.100 habitants.

## Demografia
Segons el cens del 2000, West Point tenia 1.100 habitants, 439 habitatges, i 281 famílies. La densitat de població era de 157,9 habitants/km².
Dels 439 habitatges en un 31,4% hi vivien nens de menys de 18 anys, en un 43,7% hi vivien parelles casades, en un 14,8% dones solteres, i en un 35,8% no eren unitats familiars. En el 29,8% dels habitatges hi vivien persones soles l'11,6% de les quals corresponia a persones de 65 anys o més que vivien soles. El nombre mitjà de persones vivint en cada habitatge era de 2,51 i el nombre mitjà de persones que vivien en cada família era de 3,09.
Per edats la població es repartia de la següent manera: un 26,2% tenia menys de 18 anys, un 10,6% entre 18 i 24, un 30% entre 25 i 44, un 20,6% de 45 a 60 i un 12,5% 65 anys o més.
L'edat mediana era de 34 anys. Per cada 100 dones de 18 o més anys hi havia 97,1 homes.
La renda mediana per habitatge era de 29.792 $ i la renda mediana per família de 35.139 $. Els homes tenien una renda mediana de 23.611 $ mentre que les dones 18.125 $. La renda per capita de la població era de 13.381 $. Entorn del 15,9% de les famílies i el 20,3% de la població estaven per davall del llindar de pobresa.

## Poblacions més properes
El següent diagrama mostra les poblacions més properes.